# Benno Ohnesorg
Benno Paul Johann Ohnesorg, més conegut com a Benno Ohnesorg, (Hannover, 15 d'octubre de 1940 - Berlín Occidental, 2 de juny de 1967) va ser un estudiant i pacifista alemany, que va morir a la manifestació del 2 de juny de 1967 a Berlín Occidental contra la visita d'estat del xa Mohammad Reza Pahlavi, després que l'agent de policia Karl-Heinz Kurras el matés amb un tret de pistola disparat a curta distància a la part posterior del cap.
La seva mort violenta va suposar un punt d'inflexió a la història de postguerra de l'Alemanya Occidental, amb conseqüències sociopolítiques de gran abast, especialment significatives en l'expansió i radicalització del moviment estudiantil anticapitalista que van precedir la constitució de grups armats com la Fracció de l'Exèrcit Roig i el Moviment 2 de Juny.

## Orígens i formació
Benno Ohnesorg va ser el segon de tres fills. La seva mare va morir quan ell tenia nou anys i va créixer amb el seu pare, que des de llavors s'havia tornat a casar. Després del batxillerat, va completar un aprenentatge com a aparador.
A principis de 1960, va sol·licitar la inscripció al Braunschweig College per posar-se al dia amb el seu Abitur. Va afirmar que li agradaria ser professor d'art i va assenylar la pintura i la poesia moderna, els drames grecs clàssics i contemporanis i la música de cambra com a les seves àrees d'interès. També va dir que creava escultures i linogravats, i assistia regularment a concerts de piano i s'informava de tota l'actualitat en tendències d'art modern. La psicòloga del col·legi, Elisabeth Müller-Luckmann, va donar fe de la seva sensibilitat, intel·ligència, talent musical, tossuderia i gran receptivitat. Segons la psicòloga, era introvertit i més reflexiu que marcar el to, però tenia «certs enfocaments per convertir-se en algú que no és del tot comú». L'octubre de 1960 va concretar els seus interessos en una carta al seu futur director d'escola: volia estudiar art i fisiologia cerebral. El 1961 va ser admès com un dels quaranta de cada quatre-cents sol·licitants.
En el curs d'Abitur, va mostrar un ampli ventall d'interessos literaris i musicals. Va llegir obres de poetes francesos, com ara François Villon, i d'autors alemanys de postguerra. Amb el seu amic i company de classe Uwe Timm, va llegir i debatre les obres d'Albert Camus (L'estrany), Jean-Paul Sartre, Samuel Beckett (Molloy), Ernst Bloch (Spuren) i Friedrich Nietzsche (Humà, massa humà). Va escriure poemes, però només en va publicar un a l'únic número d'una revista literària Teils-teils que ells dos van editar. Ohnesorg va utilitzar les seves pauses escolars o semestrals per a visites educatives i pràctiques escolars a l'estranger, per exemple al Regne Unit (1961), el Marroc (1962) i França (1965 i 1966). Des de 1961 va estudiar poesia anglesa, es va interessar per la cal·ligrafia i va aprendre xinès. El 1962 va començar a aprendre àrab i el 1963 va aprovar l'Abitur.

## Estudis universitaris
A la tardor de 1963, es va presentar a l'Acadèmia Estatal de Belles Arts de Berlín Occidental, però va ser rebutjat. L'any 1964 va començar els estudis de Filologia romànica i Germanística a la Universitat Lliure de Berlín amb l'objectiu de convertir-se en professor de secundària. El 27 d'abril de 1967 es va casar amb la seva xicota embarassada Christa. Va viure amb ella a Prinzregentenstraße, numero 9, del districte berlinès de Wilmersdorf.
Ohnesorg va ser un activista en favor de la pau i membre d'una comunitat estudiantil evangèlica. Contràriament a moltes representacions, va ser políticament actiu: va participar en la Trobada de la Joventut Alemanya de 1964 a Berlín Oriental i va explicar les obres de Bertolt Brecht al seu amic Alex Schubert, però no era marxista. Va ser membre del club de discussió Argument, va signar una petició per a la Campanya de desarmament del moviment de la Marxa de Pasqua i va anar a una manifestació contra la política educativa del Senat de Berlín Occidental. Va ser un lector recurrent de la revista Berliner Extra-Dienst. A la primavera de 1967 va expressar, en més d'una ocasió, la seva indignació per l'augment de la violència de la policia de Berlín. Estava especialment interessat en la injustícia als països del Tercer Món.

## Assassinat

### Context
Com molts estudiants de l'època, es va informar sobre les condicions de vida a l'Iran en aquell moment. L'1 de juny de 1967, ell i fins a 4.000 estudiants van escoltar una conferència del crític del règim iranià Bahman Nirumand a la Universitat Lliure de Berlín, el llibre del qual havia llegit: Persien, Modell eines Entwicklungslandes («Pèrsia, un model de país en desenvolupament»). Al vespre, Ohnesorg va visitar el club juvenil Ça Ira a Berlín-Wilmersdorf i va parlar, amb altres convidats del club, del comportament de la policia de Berlín durant les manifestacions. Va considerar exagerats els informes de la seva brutalitat i se li va dir que l'endemà la podria veure per si mateix a la manifestació prevista contra el xa. Al matí del 2 de juny va sentir a l'emissora de ràdio RIAS que els partidaris del xa estaven colpejant manifestants pacífics a l'Ajuntament de Schöneberg, i que la policia que hi va ser present, primer va observar i després es va unir a les pallisses. Aleshores, ell i la seva dona Christa van decidir participar al vespre a la manifestació contra el xa davant de l'Òpera Alemanya de Berlín. Amb aquesta finalitat, van fer una pancarta amb la inscripció «Autonomia per a la Universitat de Teheran».

### Davant de l'Òpera Alemanya
A les 19 hores es van reunir davant de l'òpera uns 2000 manifestants. Fins que va arribar el xa, a les 20 hores, la policia no va deixar d'agafar persones de la multitud i maltractar-les. Després que la parella del xa entrés a l'òpera, uns 4.000 policies van començar a dissoldre violentament la manifestació sense avís previ, utilitzant porres, canons d'aigua i gasos lacrimògens. Benno i Christa Ohnesorg estaven amb el seu amic Dietz Bering a la vorera del sud i van ser empesos amb la multitud fins a la intersecció de Krumme Strasse i Bismarckstrasse.
A l'entrada de Krumme Strasse, la policia va formar un enreixat ajustat amb canons d'aigua. Agents de policia vestits de paisà, inclòs Karl-Heinz Kurras, van perseguir els manifestants que fugien per continuar colpejant-los i arrestant els presumptes seus caps (conegut internament per la policia com a «caça de guineus»). Ohnesorg va veure diversos agents vestits de paisà arrossegant un home a un pati interior de l'edifici de Krumme Strasse, 66/67 (avui: Schillerstrasse, 29). Per esbrinar què li ferien, els va seguir i es va separar de la seva dona embarassada, que anava cap a casa. Aquell vespre portava una camisa i unes sandàlies vermelles brillants i distintives, per les quals els testimonis el van identificar més tard.

### Tret letal

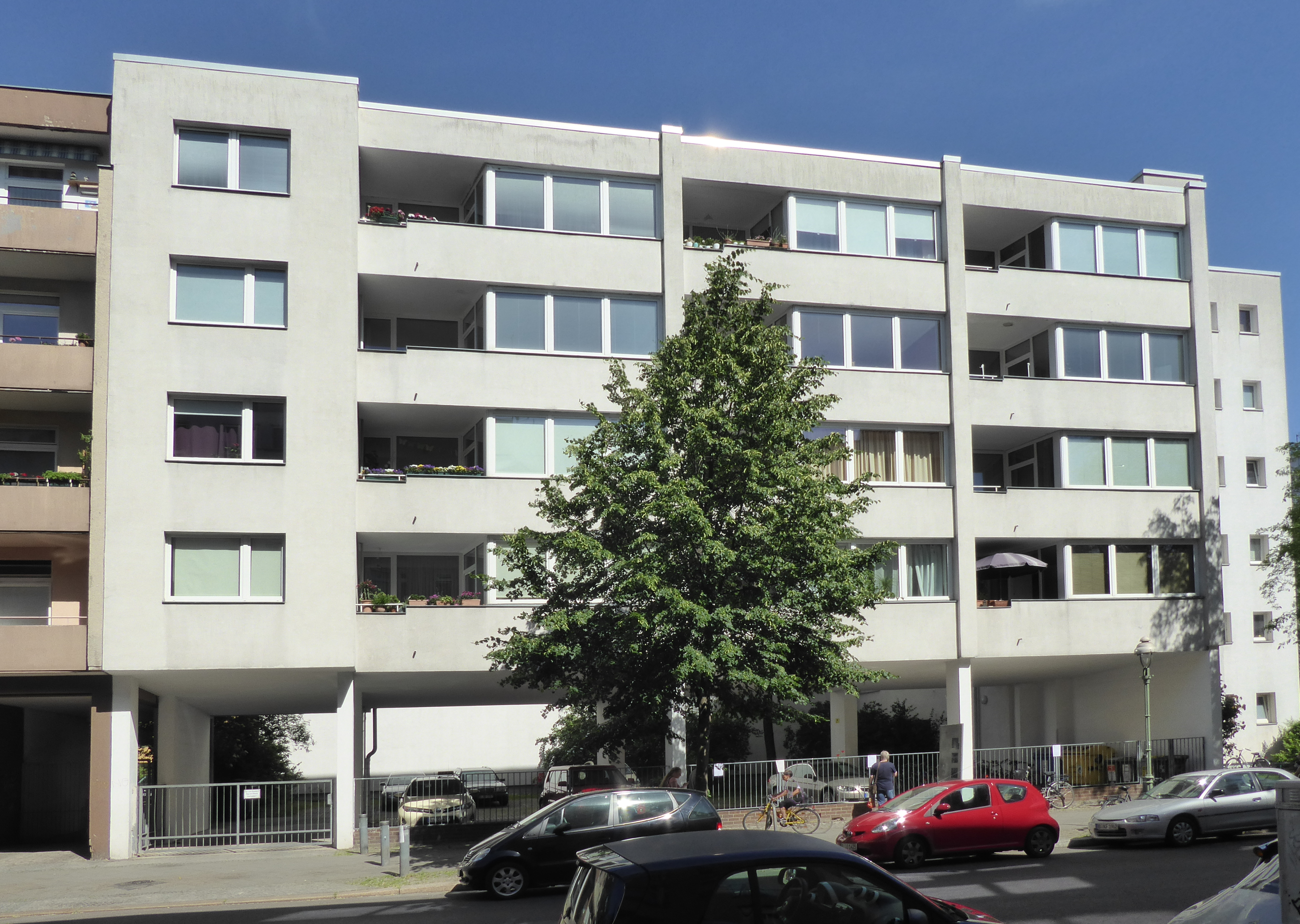
Casa a Krumme Strasse, 66

Agents de policia uniformats i de paissà van donar cops de puny i puntades de peu a diversos manifestants al pati del darrere (Hartmut R., Götz F.). Altres van intentar dissuadir verbalment els matons fins que van venir més policies i els van expulsar. Segons les fotografies dels periodistes Uwe Dannenbaum (B.Z.) i Bernard Larsson (Stern), Ohnesorg es va quedar primer davant d'un pal al pati i va mirar l'escena amb altres persones. Després es va traslladar a la sortida del pati, però va ser empès entre cotxes aparcats, envoltat, detingut i també colpejat per almenys tres policies (Thomas H., Ulrich K., Klaus N.). Així ho van testimoniar altres policies (Helmut Starke, Horst Geier, Hans Kaiser) així com estudiants. Totes les declaracions dels testimonis van descartar la situació d'autodefensa que després va reclamar Kurras.
Cap a dos quarts de vuit del vespre, Ohnesorg va rebre un tret a la part posterior del cap des d'una distància d'un metre i mig. Diversos testimonis van veure i escoltar detalls de l'incident: els cops dels policies, l'intent d'escapar d'Ohnesorg i les seves mans aixecades (interpretat com un gest de rendició o tranquil·litat), un crit de «Si us plau, no disparis» (probablement del mateix Ohnesorg quan va veure l'arma), la pistola a l'alçada del cap i la posterior caiguda d'Ohnesorg. En una foto que només es va il·luminar digitalment després del 2009, Kurras recolza la seva mà esquerra sobre l'espatlla d'un dels tres policies, probablement per apuntar amb la mà dreta a Ohnesorg, els peus nus amb sandàlies es veuen a terra. El director d'operacions, Helmut Starke, es troba directament darrere de Kurras i mira; més tard va afirmar que només havia entrat al pati després del tret. Diversos testimonis van sentir el policia Horst Geier parlant amb Kurras: «Estàs boig per disparar aquí? L'hem perdut». Una gravació de l'emissora de ràdio Süddeutscher Rundfunk documenta el so d'un tret, seguit immediatament d'un crit d'«Assassí, assassí!», i l'ordre d'un home que diu: «Kurras, torna directament! Vinga! Fora ràpidament!». La gravació no va ser admesa com a prova en el judici contra Kurras i va desaparèixer sense deixar rastre.
Entre 2009 i 2012, la Fiscalia Federal va revisar el material fotogràfic i cinematogràfic d'aquell moment, i va confirmar la sospita que Kurras havia disparat deliberadament a Ohnesorg, que els seus col·legues l'havien observat de prop i després l'havien tapat. Des de llavors, historiadors, periodistes d'investigació i autors de nous documentals han qualificat el crim d'assassinat.

### Mort a l'ambulància
L'estudiant Erika S. va escoltar un cop, però no el va interpretar com un tret de pistola i va aconseguir que els policies que apallissaven deixin anar l'home greument ferit. Friederike Dollinger i una altra dona van ajudar a Ohnesorg i li van recolzar el cap sagnant, com ho demostra una foto que es va convertir en famosa. Inicialment, els agents de policia presents es van negar a trucar una ambulància. Fins que va arribar, van impedir que un auxiliar mèdic, que havia acudit al lloc, pogués donar els primers auxilis a l'home ferit, tot i que va mostrar la seva identificació professional així com la bossa de metge. Segons ell, l'intercanvi de paraules de deu minuts va acabar amb la sospita de la policia que era comunista quan va assenyalar que treballava com a metge a Berlín Oriental.
L'ambulància va arribar cap a dos quarts de vuit del vespre i el trajecte fins a l'hospital va durar uns 45 minuts, ja que l'Hospital Albrecht Achilles i la Clínica Westend, als quals es va acostar inicialment, van dir que no tenien més llits per als ferits. Els acompanyants, un paramèdic i una infermera, li van intentar salvar la vida mentre circulaven. Segons la seva germana, va morir en presència d'ella al transport. Cap a dos quarts de vuit del vespre, el cotxe va arribar a l'Hospital de Moabit. Un metge el va examinar breument i va preguntar als paramèdics per què havien portat una persona morta. Segons l'expedient hospitalari, però, la mort d'Ohnesorg no es va produir fins a les 22:55; la causa de la mort es va donar com a «fractura de la base del crani».
Segons la informació publicada el 2009 per testimonis de metges i policies implicats, Ohnesorg va ser transportat en un inici a un magatzem de la clínica. Erich T., comissari de policia del departament de Kurras, va inspeccionar el cos, va veure el forat de bala i va rebre la informació d'un metge: «Probablement va ser mortal. Diversos policies vestits de paisà van ser presents i van parlar amb els metges implicats. Més tard, es va intentar reanimar el cos sense vida d'Ohnesorg. Li van rapar el cap i li van fer raigs X, de manera que s'hauria d'haver descobert el projectil a l'interior. El jove ajudant de metge persa Homayoun T., que estava implicat en aquell moment, el pare del qual va ser el ministre d'economia del xa i la família amiga del monarca, va mentir deliberadament a l'informe mèdic i va redactar les 22:55 hores com a hora de la mort, per tal de justificar un intent de rescat. També va documentar una causa incorrecta de mort: «trauma cranial de força contundent». A Kurras se li va permetre visitar el cos d'Ohnesorg la nit del 3 de juny i un altre agent de policia va afirmar que l'home mort va ser un dels «majors avalotadors» la nit anterior «mentre era viu».

### Autòpsia
El senador de l'Interior de Berlín, Wolfgang Büsch, va ordenar que l'autòpsia, prevista inicialment pel 5 de juny de 1967, es fes el matí del 3 de juny. El metge forense va trobar contusions i hematomes a tot el cadàver. Es va determinar que la causa de la mort era un «tret al cervell». Es va trobar que al cadàver li faltava un tros d'os de sis per quatre centímetres de la part frontal amb el forat de la bala, mentre que el cuir cabellut s'havia cosit per sobre. L'advocat present, Horst Mahler, aleshores membre de la Federació Socialista Alemanya d'Estudiants (SDS), va interpretar aquesta troballa com un intent d'encobrir la causa de la mort. El 2007, Uwe Soukup ho va resumir amb preguntes obertes:
| « | Per què es van operar un home mort? Quin sentit mèdic té en serrar la part de l'os del crani on es troba el forat de bala? […] L'hora de la mort es va fixar a les 22:55 per legitimar l'estrany tracte del ja difunt fent-se passar per un intent de rescat? […] Tot i que el forat de bala va ser descobert i operat, realment ningú afirma haver notat la ferida per arma de foc? | » |

La recerca immediatament ordenada per la policia per trobar el tros d'os no va tenir èxit. Els metges i infermeres implicats es van defensar de les acusacions de manipulació. Posteriorment, quan Kurras va ser absolt, es va confirmar que amb molta probabilitat Ohnesorg havia estat colpejat després del tret. El metge encarregat no va reconèixer la bala ni el forat al cervell.

### Trasllat i enterrament

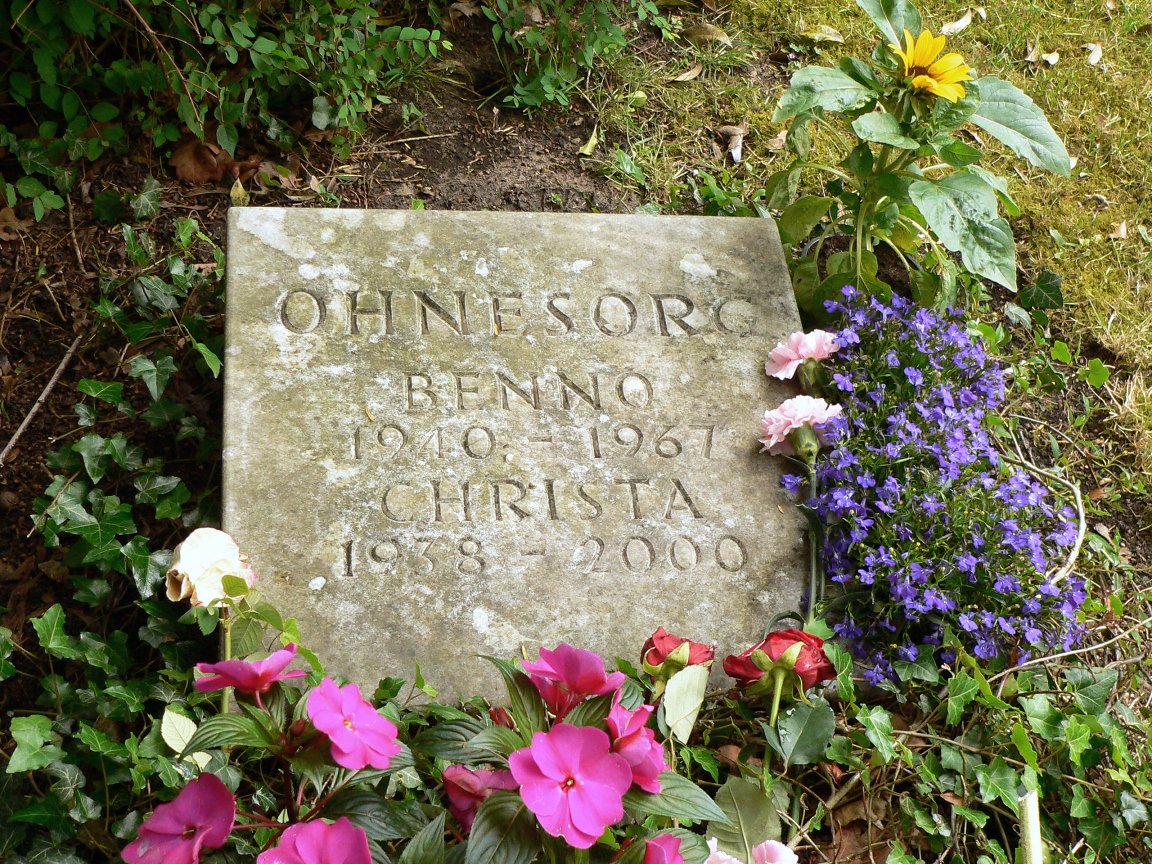
Làpida del matrimoni Benno (1940–1967) i Christa (1938–2000) Ohnesorg, cementiri del districte de Bothfeld, secció 2A, número 176.

El 8 de juny de 1967 es va organitzar un homenatge commemoratiu per Ohnesorg a l'edifici Henry Ford de la Universitat Lliure de Berlín. Aleshores es va tralladar el seu cos a Hannover. Poc abans es va aixecar la prohibició de manifestació emesa el 3 de juny de 1967 per un decret del Senat de Berlín Occidental. Unes 15.000 persones es van reunir al pas fronterer de Dreilinden per acomiadar-se d'Ohnesorg. En el seu discurs, el teòleg berlinès Helmut Gollwitzer va recordar les víctimes de la guerra del Vietnam i el conflicte arabo-israelià el mateix mes i va continuar:
| « | La passió de Benno Ohnesorg era la pau... Quan es va separar de la seva dona allà a la cantonada de Schillerstrasse i va anar a Krumme Strasse, […] potser va ser el seu impuls per ajudar a un home maltractat que li va costar la vida […] Preneu aquest primer comboi incontrolat des del final de la guerra com un signe de promesa per a una futura Alemanya pacífica […] en la qual es pugui tornar a circular lliurement d'anada i tornada, sense obstacles per peatges d'autopistes, filferro de pues i murs. | » |

El Senat volia que el cos d'Ohnesorg es transportés en avió, no obstant això, Christa Ohnesorg va imposar un trasllat per terra. Centenars de vehicles van acompanyar el taüt d'Ohnesorg a la ruta de trànsit per la República Democràtica Alemanya (RDA), que estava tallada a altres trànsits. Les autoritats de la RDA van renunciar als controls habituals i les taxes de trànsit als dos passos fronterers. Els grups de la Joventut Lliure Alemanya (FDJ) i les delegacions d'empreses van rebre el comboi amb cartells propagandístics. El tancament de la ruta de trànsit va molestar molts conductors de camions d'Alemanya Occidental. Tanmateix, la policia de Braunschweig va protegir el comboi dels seus atacs.
El 9 de juny de 1967, uns 7.000 estudiants van marxar en silenci pel centre de Hannover. Ohnesorg va ser enterrat al cementiri del districte de Bothfeld (secció 2A, número 176). Entre el 3 i el 9 de juny de 1967, a gairebé totes les universitats de l'Alemanya Occidental es van manifestar un total de 100.000 estudiants contra la violència policial. El novembre de 1967, Christa Ohnesorg va donar a llum el seu fill Lukas, que va ser acollit per Helmut Gollwitzer. Es va fer amiga de Gretchen Dutschke-Klotz, esposa del líder estudiantil Rudi Dutschke. Després de la seva mort l'any 2000, va ser enterrada al costat del seu marit.

## Conseqüències polítiques i jurídiques
El tiroteig d'Ohnesorg va provocar setmanes de manifestacions multitudinàries a tota l'Alemanya Occidental i, en els mesos següents, va provocar la dimissió del cap de la policia, el senador de l'Interior i l'alcalde del govern de Berlín Occidental, Heinrich Albertz. Inicialment va culpar els estudiants de la mort d'Ohnesorg i va haver d'allunyar-se a causa dels fets que s'havien establert. El judici de Kurras va acabar amb la seva absolució, sense tenir en compte proves i testimonis clau. Tot i que el procés d'apel·lació va demostrar que Kurras havia fet declaracions falses, va romandre impune. Investigacions posteriors des del 2009 van posar de manifest els intents d'encobrir la causa de la mort, la connivència entre la policia i els advocats defensors de Kurras i les declaracions falses dels seus companys i caps superiors durant el judici.

## Llegat

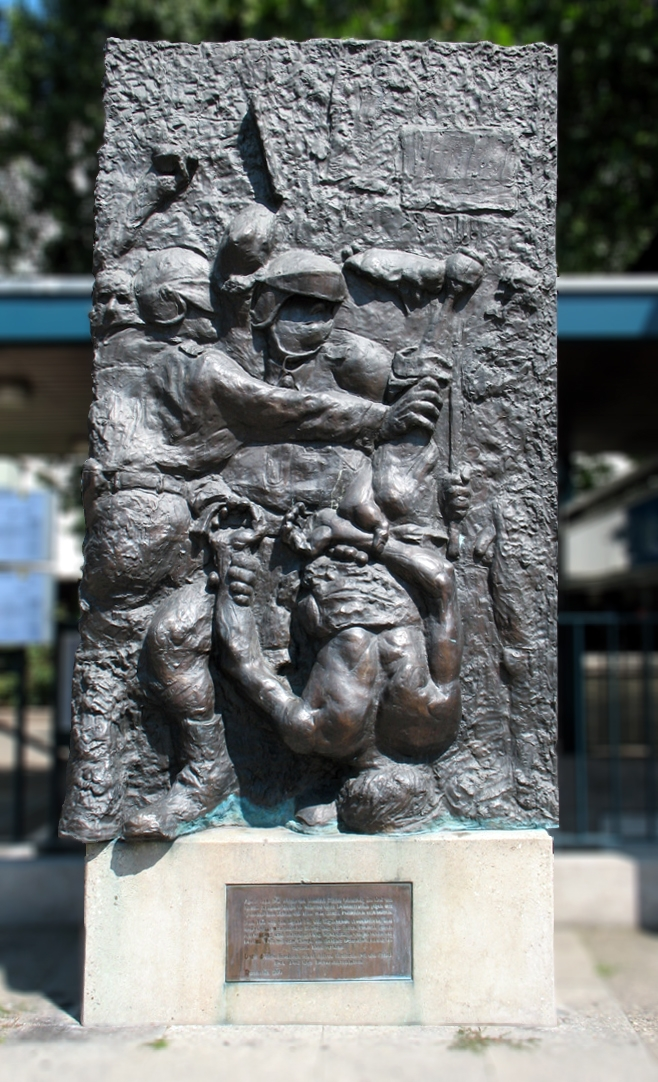
La mort del manifestant, d'Alfred Hrdlicka, relleu davant l'Òpera Alemanya

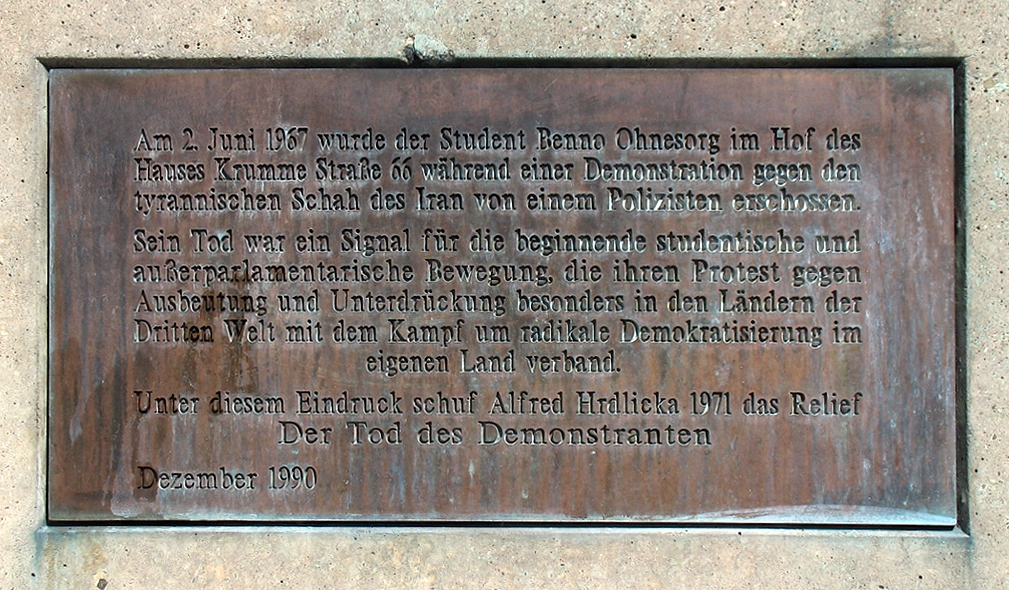
Placa de l'escultura d'Alfred Hrdlicka

El 8 de juny de 1967, un grup d'estudiants va instal·lar una creu de fusta davant de l'Òpera Alemanya per commemorar l'assassinat d'Ohnesorg, però poc després la policia la va retirar. La nit del 17 de juny de 1967, alguns membres de l'SDS, inclòs Rudi Dutschke, van batejar temporalment l'Straße des 17. Juni com a «Straße des 2. Juni». El 1967, Wolf Vostell va crear la imatge Benno Ohnesorg, un desenfocament d'una fotografia del tret de Benno Ohnesorg estirat en una llitera. El 1971, l'escultor Alfred Hrdlicka va crear el relleu de bronze La mort del manifestant, que el 1990 es va instal·lar davant de l'Òpera Alemanya, a Bismarckstraße, 35. Una placa incrustada a la base recorda la importància de l'acte per al moviment estudiantil.

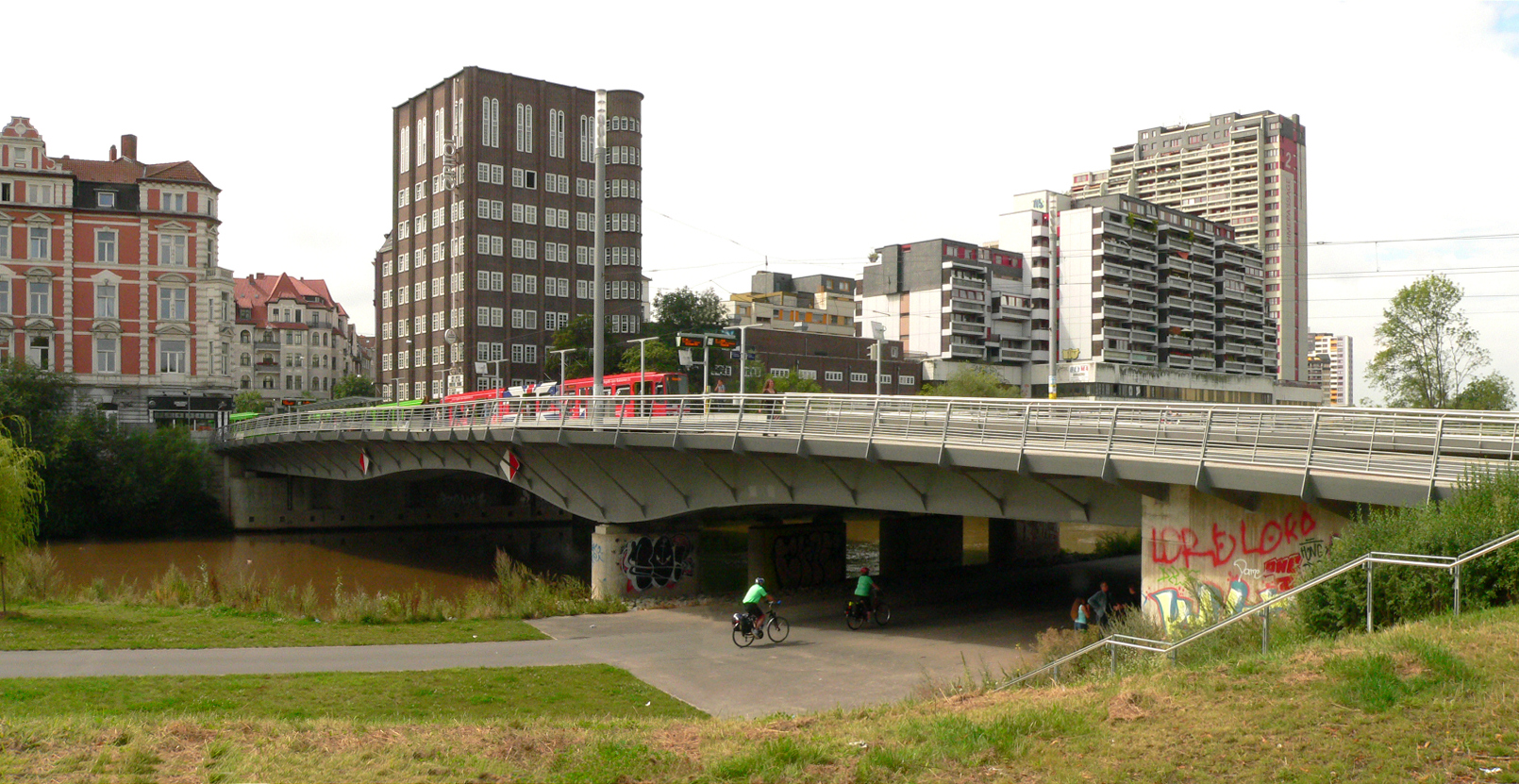
Pont de Benno Ohnesorg a Hannover

El 1991, Wiglaf Droste i Michael Stein van fundar el Benno-Ohnesorg-Theater per a la lectura satírica i els recitals de cançons El 1992 es va inaugurar el pont de Benno Ohnesorg al districte de Linden-Mitte de Hannover, que travessa el riu Ihme i dona record a l'estudiant assassinat. El 1997, pel 30è aniversari de la mort d'Ohnesorg, durant tres dies es va organitzar a la Universitat Tècnica de Berlín el «Congrés Ohnesorg» per tal d'abordar retrospectivament el desenvolupament i l'impacte del moviment estudiantil. El 2005, l'escriptor Uwe Timm va crear un monument literari al seu antic company de classe de Braunschweig amb el conte Der Freund und der Fremde.
El 2007, pel 40è aniversari de la mort, Uwe Soukup va publicar un llibre sobre el 2 juny de 1967 després de cinc anys d'investigació dels esdeveniments, entrevistes dels testimonis, així com la recopilació i avaluació de documents visuals, sonors i escrits. Diferents records van aparèixer en molts mitjans, combinats amb advertències d'una escalada de violència similar a les manifestacions de 2007 contra la cimera del G8 a Heiligendamm. El 2 de juny de 2007, i per primera vegada, la policia de Berlín va homenatjar Ohnesorg amb una corona de flors en una commemoració a l'Òpera Alemanya.
El consell de districte de Charlottenburg-Wilmersdorf va demanar en dues ocasions a l'administració del districte que canviés el nom de Götz-Friedrich-Platz, a l'estació de metro de l'Òpera Alemanya (cantonada de Krumme Straße i Bismarckstraße) pel de Benno-Ohnesorg-Platz. Nogensmenys, el conseller d'urbanisme de la Unió Demòcrata Cristiana d'Alemanya Klaus-Dieter Gröhler, juntament amb la junta de la fundació de l'òpera, propietària de la plaça, i l'administració de cultura de l'Ajuntament de Berlín s'hi van negar. Durant més de 40 anys, no hi va haver cap indici de l'esdeveniment al lloc de l'assassinat. El 12 de desembre de 2008, representants de la ciutat de Berlín i Charlottenburg van donar a conèixer un panell informatiu davant de la casa de Krumme Strasse.
El 2017, pel 50è aniversari de la mort, Jürgen Karwelat va demanar al Taller d'Història de Berlín que canviés el nom de Shakespeareplatz a Berlín pel de Benno-Ohnesorg-Platz. El 2 de juny de 2017, en un acte commemoratiu davant de l'ajuntament de Schöneberg, el seu iniciador Dirk Behrendt, senador de Justícia de Berlín, va demanar disculpes per l'operació policial d'aquell moment i la insuficient gestió legal. Els testimonis vius dels fets, Wolfgang Wieland i Gretchen Dutschke-Klotz van exigir un lloc a l'espai públic per a Benno Ohnesorg, una compensació per a Lukas Ohnesorg i una declaració de culpabilitat de Kurras.